# Vlárský průsmyk (nádraží)
Vlárský průsmyk je železniční stanice v katastrálním území Sidonie několik kilometrů jihovýchodně od spádového města Brumov-Bylnice v okrese Zlín ve Zlínském kraji nedaleko řeky Vláry. Leží na neelektrizované jednokolejné Vlárské dráze. Vlárský průsmyk je jednou z šesti stanic a zastávek ve městě, dalšími jsou Brumov, Brumov střed, Bylnice, Návojná a Svatý Štěpán. Jedná se o pohraniční železniční stanici se Slovenskou republikou.

## Historie
Stanice byla otevřena 28. října 1888 při zprovoznění úseku z Uherského Brodu do Trenčianské Teplé v rámci budování tzv. Vlárské dráhy Rakouské společnosti státní dráhy (StEG) směrem na Slovensko, která tak završila původní projekt společnosti Českomoravská transverzální dráha (BMTB), jež usilovala o dostavbu traťového koridoru propojujícího již existující železnice v ose od západních Čech po Trenčianskou Teplou.
Po zestátnění StEG v roce 1908 pak obsluhovala stanici jedna společnost, Císařsko-královské státní dráhy (kkStB), po roce 1918 pak správu přebraly Československé státní dráhy. Dne 21. října 1928 byl z Bylnice zahájen provoz tzv. Masarykovy dráhy z Bylnice do Vsetína přes Horní Lideč.

## Popis
Jedná se o atypickou stanici, protože je v ní jen jedna dopravní kolej. Nachází se zde jedno úrovňové vnější nástupiště. Stanice je vybavena elektronickým informačním systémem pro cestující.